# Australian Goldfields Open
Die Australian Goldfields Open (früher Australian Masters) waren ein Profi-Snookerturnier. Sie gehörten bis zur Saison 2015/2016 zu den Turnieren der Main Tour.

## Geschichte
Das Australian Masters oder Winfield Masters, wie es ursprünglich genannt wurde, begann 1979 als TV-Event wie das BBC-Pot-Black-Turnier. Wie sein englisches Pendant wurde es auf einer Single-Frame-Basis und im Finale über drei Frames gespielt. Es wurde in den Studios von Channel 10 TV in Sydney ausgetragen.
1983 wurde das Format in eine 16er-K.-o.-Runde geändert und im Jahr 1984 zog es dann in den „Paramatta Club“, ebenfalls in Sydney. Tony Meo war bis zur letzten Ausgabe 2015 und dem dortigen Sieg von John Higgins der einzige Spieler, der das Turnier zweimal gewinnen konnte. Der Australier Ian Anderson, der im ersten Jahr der Austragung gewonnen hat, ist der einzige einheimische Sieger.
Im Zuge der weiteren Professionalisierung der Tour wurde es immer schwieriger, Top-Spieler zu gewinnen, sodass das Turnier nach 1987 vorerst eingestellt wurde.
Bereits für das Jahr 1989 war wieder ein Turnier in Australien vorgesehen. Der australische Organisator erschien der World Professional Billiards & Snooker Association (WPBSA) allerdings noch während der Vorbereitungen als nicht professionell genug, woraufhin das geplante Turnier nach Hongkong verlegt wurde.
Am 23. Mai 2011 gab die WPBSA offiziell bekannt, dass in der Saison 2011/12 erstmals ein Weltranglistenturnier in Australien ausgetragen werde. Auch für die beiden folgenden Spielzeiten war das Turnier auf der Main Tour fest eingeplant. Damit führte die WPBSA ihren im Vorjahr eingeschlagenen Kurs fort, den Turnierkalender um andere Veranstaltungen und internationale Spielorte zu erweitern. Für Australien sprach unter anderem auch die Erfolgsgeschichte des aus Melbourne stammenden vormaligen Weltmeisters und Weltranglistenführenden Neil Robertson, der in seiner Heimat für ein gesteigertes Interesse am Snookersport gesorgt hatte.
Als Spielort wählte man Bendigo im Südosten des Kontinents, das etwa 150 km von Robertsons Heimatstadt Melbourne entfernt ist. Der Turniername Goldfields Open bezieht sich auf die Historie des Austragungsorts: Bendigo wurde zur Mitte des 19. Jahrhunderts während des Victorianischen Goldrausches gegründet und liegt in dem Gebiet der damals ergiebigsten Goldvorkommen des australischen Bundesstaates Victoria. Die Veranstaltung fand im Bendigo Stadium statt, das normalerweise Schauplatz von Basketball- und Volleyballspielen ist. 2014 und 2015 wurden zwei weitere Turniere in Bendigo vereinbart, danach wurde der auslaufende Vertrag aber nicht verlängert und die Australian Goldfields Open eingestellt.

## Sieger
| Jahr                                                  | Austragungsort                                     | Sieger                                             | Ergebnis                                           | Finalist                                           | Hauptsponsor                                       | Saison                                             |
| Australian Masters – kein Ranglistenturnier-Status    | Australian Masters – kein Ranglistenturnier-Status | Australian Masters – kein Ranglistenturnier-Status | Australian Masters – kein Ranglistenturnier-Status | Australian Masters – kein Ranglistenturnier-Status | Australian Masters – kein Ranglistenturnier-Status | Australian Masters – kein Ranglistenturnier-Status |
| ----------------------------------------------------- | -------------------------------------------------- | -------------------------------------------------- | -------------------------------------------------- | -------------------------------------------------- | -------------------------------------------------- | -------------------------------------------------- |
| 1979                                                  | Sydney – Channel 10 TV Studios                     | Ian Anderson                                       | [ A 1 ]                                            | Perrie Mans                                        | Winfield                                           | 1979/80                                            |
| 1980                                                  | Sydney – Channel 10 TV Studios                     | John Spencer                                       | [ A 1 ]                                            | Dennis Taylor                                      | Winfield                                           | 1980/81                                            |
| 1981                                                  | Sydney – Channel 10 TV Studios                     | Tony Meo                                           | [ A 1 ]                                            | John Spencer                                       | Winfield                                           | 1981/82                                            |
| 1982                                                  | Sydney – Channel 10 TV Studios                     | Steve Davis                                        | [ A 1 ]                                            | Eddie Charlton                                     | Winfield                                           | 1982/83                                            |
| 1983                                                  | Sydney – Channel 10 TV Studios                     | Cliff Thorburn                                     | 7:3                                                | Bill Werbeniuk                                     | Winfield                                           | 1983/84                                            |
| 1984                                                  | Sydney – Paramatta Club                            | Tony Knowles                                       | 7:3                                                | John Virgo                                         | Winfield                                           | 1984/85                                            |
| 1985                                                  | Sydney – Paramatta Club                            | Tony Meo                                           | 3:2                                                | John Campbell                                      | Winfield                                           | 1985/86                                            |
| 1986                                                  | Sydney – Paramatta Club                            | Dennis Taylor                                      | 3:2                                                | Steve Davis                                        | Winfield                                           | 1986/87                                            |
| 1987                                                  | Sydney – Paramatta Club                            | Stephen Hendry                                     | 371:226                                            | Mike Hallett                                       | Winfield                                           | 1987/88                                            |
| Australian Open – kein Ranglistenturnier-Status       |                                                    |                                                    |                                                    |                                                    |                                                    |                                                    |
| 1994                                                  | Melbourne – Bentleigh Club                         | John Higgins                                       | 9:5                                                | Willie Thorne                                      | ?                                                  | 1994/95                                            |
| Australian Masters – kein Ranglistenturnier-Status    |                                                    |                                                    |                                                    |                                                    |                                                    |                                                    |
| 1995                                                  | Melbourne – Bentleigh Club                         | Anthony Hamilton                                   | 8:6                                                | Chris Small                                        | –                                                  | 1995/96                                            |
| Australian Goldfields Open – Ranglistenturnier-Status |                                                    |                                                    |                                                    |                                                    |                                                    |                                                    |
| 2011                                                  | Bendigo – Bendigo Stadium                          | Stuart Bingham                                     | 9:8                                                | Mark Williams                                      | –                                                  | 2011/12                                            |
| 2012                                                  | Bendigo – Bendigo Stadium                          | Barry Hawkins                                      | 9:3                                                | Peter Ebdon                                        | –                                                  | 2012/13                                            |
| 2013                                                  | Bendigo – Bendigo Stadium                          | Marco Fu                                           | 9:6                                                | Neil Robertson                                     | –                                                  | 2013/14                                            |
| 2014                                                  | Bendigo – Bendigo Stadium                          | Judd Trump                                         | 9:5                                                | Neil Robertson                                     | –                                                  | 2014/15                                            |
| 2015                                                  | Bendigo – Bendigo Stadium                          | John Higgins                                       | 9:8                                                | Martin Gould                                       | –                                                  | 2015/16                                            |